# Лагуна-Бланка (вулканическое поле)
Лагуна-Бланка — вулканическое поле. Располагается в провинции Неукен, к югу от города Сапала,  Аргентина. Наивысшая точка достигает 1700 м. 
Возникло в современный период. Поле покрыто шлаковыми конусами, состоящими из трахиандезитов. На его территории расположился Национальный парк Лагуна-Бланка. Местность покрыта холмами и ущельями и сохранившимися наскальными рисунками доисторического периода и индейцев мапуче. В центре вулканического поля расположено известное озеро Лагуна-Бланка, которое богато пернатой фауной, в частности популяцией черношейного лебедя.